# ائوتین
شهر ائوتین در ایالت اشلسویگ-هل‌اشتاین در کشور آلمان واقع شده است.